# Salón del Automóvil de Turín
El Salón del Automóvil de Turín (en italiano: Salone dell'automobile di Torino) era un salón del automóvil organizado anualmente en Turín, Italia. Se organizó por primera vez el 21 y 24 de abril de 1900 en el Castillo del Valentino, de donde se desplazaría posteriormente a Turín.
Desde 2006, el Salón del Automóvil de Bolonia ha sustituido al salón turines como referencia expositiva internacional italiana.
| Año  | Presentación |
| ---- | --- |
| 1902 | - Adami Rondini |
| 1907 | - SPA 28/40HP |
| 1908 | - Lancia Alfa-12HP |

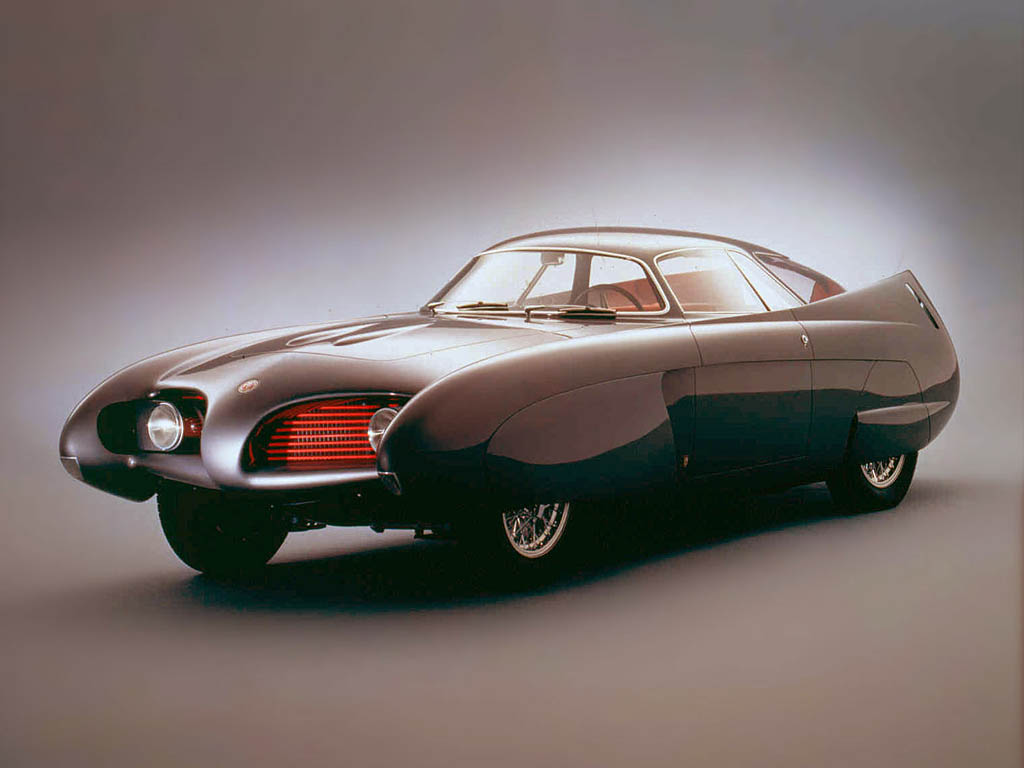
1953:
Alfa Romeo B.A.T. 5

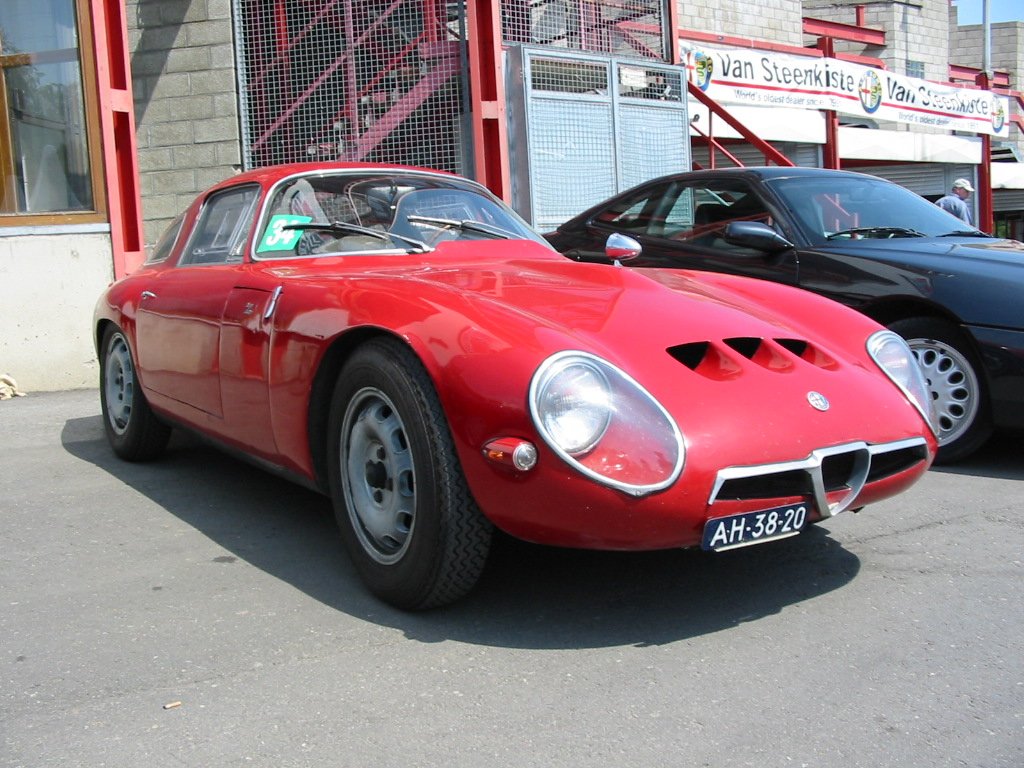
1962:
Alfa Romeo Giulia TZ 1

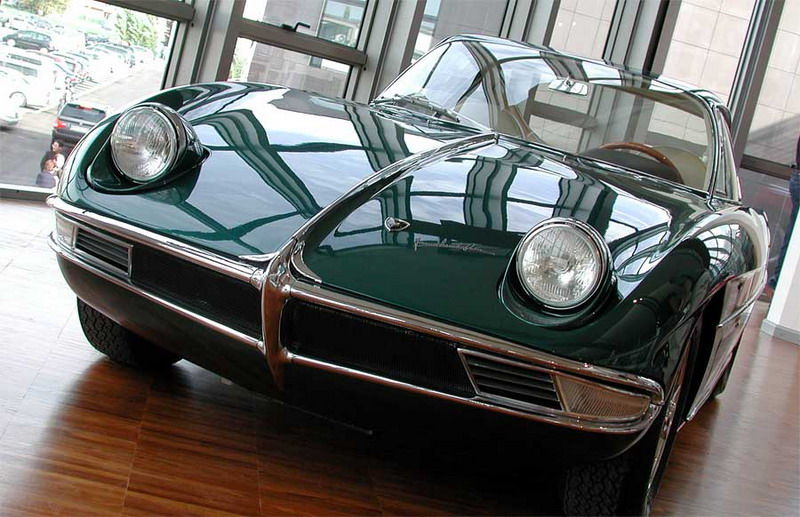
1963:
Lamborghini 350 GTV

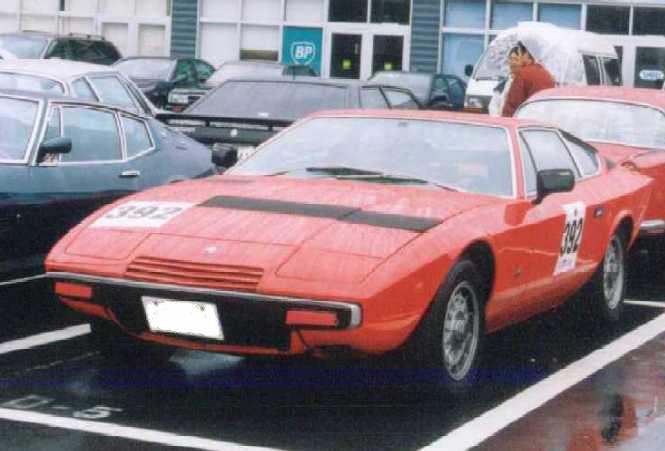
1972:
Maserati Khamsin

| 1947 | - Prototipo de Porsche para un automóvil racing de Grand Prix                                                                  |
| 1949 | - Porsche-Cisitalia- coches racing                                                                                             |
| 1952 | - Abarth 1500 Biposto Coupé |
| 1953 | - Prototipo Alfa Romeo B.A.T. 5 - Lancia Appia                                                                                 |
| 1954 | - Prototipo Alfa Romeo B.A.T. 7 - Al menos 30 modelos de vehículos de diferentes fabricantes diseñados por Giovanni Michelotti |
| 1955 | - Prototipo Alfa Romeo B.A.T. 9                                                                                                |
| 1956 | - Prototipo del Lancia Flaminia                                                                                                |
| 1959 | - BMW 3200 Michelotti Vignale prototipo diseñado por Michelotti Vignale                                                        |
| 1962 | - Alfa Romeo Giulia TZ 1 |
| 1963 | - Lamborghini 350 GTV - Ghia-Fiat G230S Due Posti - Prototipo del Iso Grifo A3/C                                               |
| 1966 | - Fiat 124 Spider - Ferrari Dino prototipo - Maserati Ghibli                                                                   |
| 1967 | - Alfa Romeo 33 Stradale - Lamborghini Marzal concepto                                                                         |
| 1970 | - Lancia Stratos - De Tomaso Deauville                                                                                         |
| 1971 | - Alfa Romeo Alfasud |
| 1972 | - Prototipo del Maserati Khamsin - Lotus Esprit concept - De Tomaso Longchamp                                                  |
| 1978 | - Lancia Megagamma prototipo                                                                                                   |
| 1982 | - Lancia 037 |
| 1984 | - Lancia Thema |
| 2000 | - Prototipo para el Ford Streetka                                                                                              |